# 1844 na música

## Nascimentos
| Data        | Nome                    | Profissão  | Nacionalidade | Observações | Ref |
| ----------- | ----------------------- | ---------- | ------------- | ----------- | --- |
| 18 de Março | Nikolai Rimsky-Korsakov | compositor | Rússia        | m. 1908     |     |

## Mortes
| Data        | Nome                        | Profissão  | Nacionalidade | Observações | Ref |
| ----------- | --------------------------- | ---------- | ------------- | ----------- | --- |
| 16 de Junho | André da Silva Gomes        | compositor | Portugal      | m. 1752     |     |
| 29 de Julho | Franz Xaver Wolfgang Mozart | compositor | Áustria       | n. 1791     |     |